# 불바르 로코솝스코보역 (모스크바 중앙 순환선)
불바르 로코솝스코보 역(러시아어: Бульвар Рокоссовского)은 모스크바 지하철 모스크바 중앙 순환선의 역이다. 역명은 인근에 모스크바 식물원이 있는 데에서 정해졌다.

## 환승
불바르 로코솝스코보 역에서는 소콜니체스카야 선 불바르 로코솝스코보 역으로 환승이 가능하다.